# Langflossen-Mako
Der Langflossen-Mako (Isurus paucus) ist ein Hai aus der Ordnung der Makrelenhaiartigen (Lamniformes) und der Familie der Makrelenhaie (Lamnidae). 

## Verbreitung

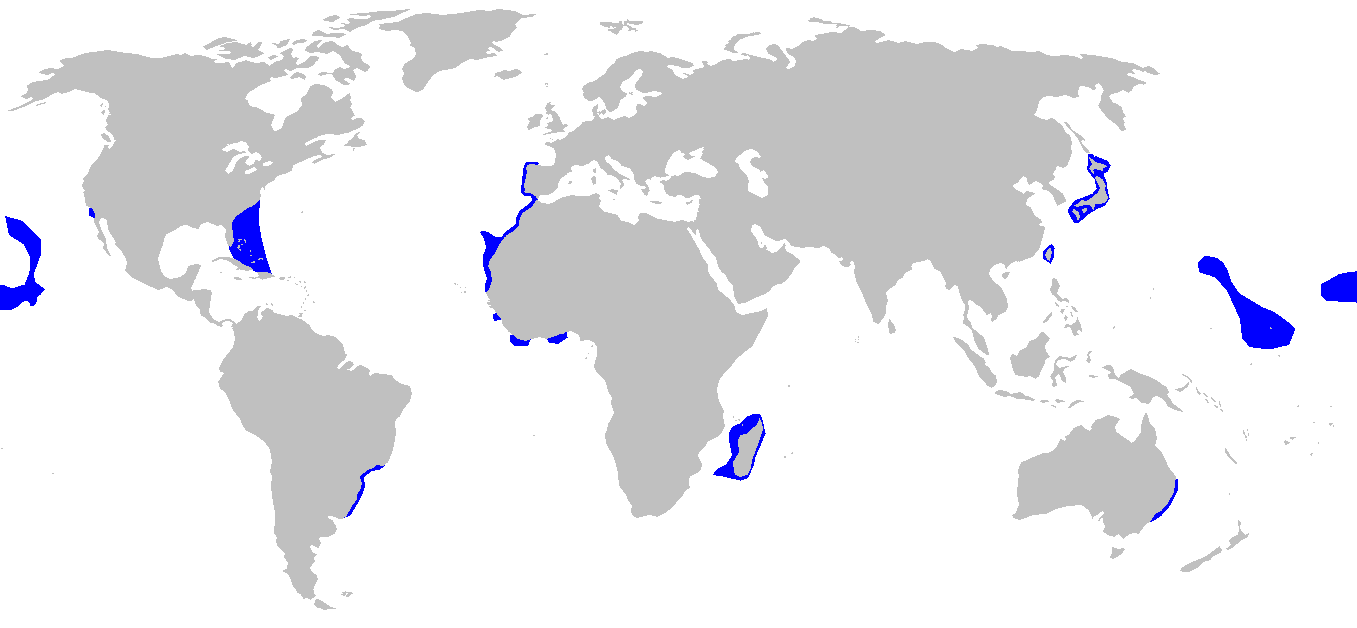
Nachgewiesene Verbreitung des Langflossen-Mako

Wahrscheinlich ist der Langflossen-Mako in allen tropischen und subtropischen Bereichen von Atlantik, Pazifik und Indischem Ozean verbreitet. Nachweise gibt es bisher von Kuba, Florida, aus dem Gebiet des Golfstroms, von der Küste des südlichen Brasilien, Westafrikas, von Madagaskar, Taiwan, den Phoenixinseln und nördlich von Hawaii. Im westlichen Atlantik und zentralen Pazifik ist er wahrscheinlich nicht selten, in den anderen Gebieten schon.

## Merkmale
Langflossen-Makos haben einen schlanken, spindelförmigen Körper. Charakteristisch sind die sehr großen Brustflossen, die länger sind als der Kopf, und der große, halbmondförmige obere Lobus der Schwanzflosse. Die zweite Rückenflosse und die Afterflosse sind winzig. Der flache Schwanzflossenstiel ist deutlich gekielt. Oberseits sind die Haie dunkel, bläulich, die Unterseite ist weiß, um das Maul schwärzlich. Die Augen sind relativ groß. Die größte, bei einem weiblichen Tier nachgewiesenen Länge der Haie beträgt 4,17 Meter.

## Lebensweise
Langflossen-Makos sind noch wenig bekannt. Sie leben epipelagisch in Tiefen von 0 bis 200 Metern. Die großen, tragflächenartigen Brustflossen lassen eine trägere Lebensweise als bei seinem besser bekannten Verwandten, dem Kurzflossen-Mako, vermuten. Langflossen-Makos ernähren sich von Schwarmfischen und im Freiwasser lebenden Kopffüßern.
Sie vermehren sich ovovivipar. Es werden immer nur zwei Jungfische geboren, da Eier bzw. die anderen Föten in der Gebärmutter gefressen werden. Bei der Geburt sind die Tiere 92 bis 97 Zentimeter lang. Mit einer Länge von 2,45 Meter sind die Tiere geschlechtsreif.
Übergriffe auf Menschen sind von dieser Art wenig bekannt. Sie gilt allerdings wegen ihrer Größe sowie ihrer großen Zähne als potentiell gefährlich. Im Dezember 2020 wurde von einem Angriff im Roten Meer berichtet, eine Touristin wurde in der Nähe des Urlaubsortes Marsa Alam in die Schulter gebissen, laut den Berichten von einem Langflossen-Mako.